# Bentley Mark V
Bentley Mark V är en personbil, tillverkad av den brittiska biltillverkaren Bentley mellan 1939 och 1941.
1939 introducerades Mark V. Bilen skilde sig från föregångaren främst genom att den fått individuell framvagnsupphängning och motorn hade ett nytt cylinderhuvud i aluminium.